# Pseudomalachit
Pseudomalachit (auch Lunnit, Ehlit, Prasin oder Thrombolith und viele weitere veraltete Bezeichnungen) ist ein eher selten vorkommendes Mineral aus der Mineralklasse der „Phosphate, Arsenate und Vanadate“. Es kristallisiert im monoklinen Kristallsystem mit der Zusammensetzung Cu5[(OH)4|(PO4)2], ist also chemisch gesehen ein Kupfer-Phosphat mit zusätzlichen Hydroxidionen.
Die nur selten auftretenden, bis 6 mm großen, prismatischen bis tafeligen, häufig verrundeten Kristalle des Pseudomalachits sind durchscheinend und zeigen verschiedene Grüntöne. Viel häufiger sind strahlig-faserige Aggregate in traubig-nieriger Form und mit glatter Oberfläche.

## Etymologie und Geschichte

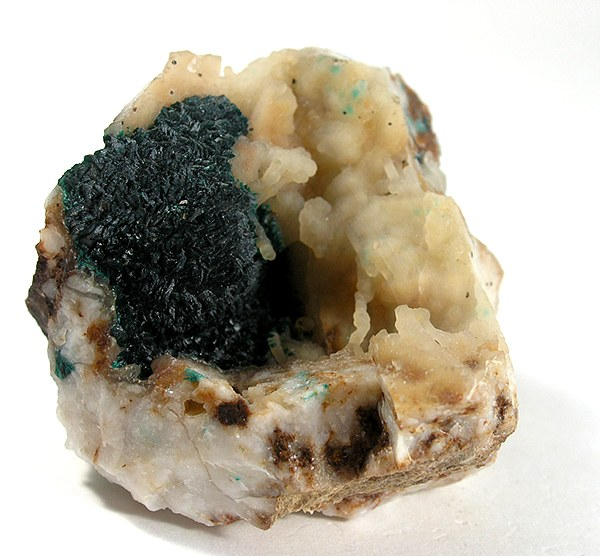
Pseudomalachit auf Chalcedon aus der Typlokalität, der Grube Virneberg bei Rheinbreitbach (Größe: 4,1 cm × 3,4 cm × 3,1 cm)

Entdeckt wurde Pseudomalachit im Westerwald, Rheinland-Pfalz, Deutschland, genauer in der Grube Virneberg unweit Rheinbreitbach bei Linz am Rhein, und beschrieben 1813 durch Johann Friedrich Ludwig Hausmann. Er benannte das Mineral aufgrund seines dem Malachit täuschend ähnlichen Aussehens und nach dem griechischen Wort ψευδής [pseudes] für „falsch“ – zusammengesetzt also „falscher Malachit“.

## Klassifikation
Bereits in der veralteten 8. Auflage der Mineralsystematik nach Strunz gehörte der Pseudomalachit zur Mineralklasse der „Phosphate, Arsenate und Vanadate“ und dort zur Abteilung „Wasserfreie Phosphate, Arsenate und Vanadate mit fremden Anionen“, wo er gemeinsam mit Arsenoklasit, Cornubit und Cornwallit in der „Pseudomalachit-Arsenoklasit-Gruppe“ mit der Systemnummer VII/B.08 steht.
In der zuletzt 2018 überarbeiteten Lapis-Systematik nach Stefan Weiß, die formal auf der alten Systematik von Karl Hugo Strunz in der 8. Auflage basiert, erhielt das Mineral die System- und Mineralnummer VII/B.11-020. Dies entspricht ebenfalls der Abteilung „Wasserfreie Phosphate, mit fremden Anionen F,Cl,O,OH“, wo Pseudomalachit zusammen mit Arsenoklasit, Cornubit, Cornwallit, Gatehouseit, Ludjibait, Reichenbachit, Reppiait und Turanit eine unbenannte Gruppe mit der Systemnummer VII/B.11 bildet.
Auch die von der International Mineralogical Association (IMA) zuletzt 2009 aktualisierte 9. Auflage der Strunz’schen Mineralsystematik ordnet den Pseudomalachit in die Abteilung „Phosphate usw. mit zusätzlichen Anionen; ohne H2O“ ein. Diese ist allerdings weiter unterteilt nach der relativen Größe der beteiligten Kationen und dem Stoffmengenverhältnis der zusätzlichen Anionen zum Phosphat-, Arsenat- bzw. Vanadatkomplex. Das Mineral ist hier entsprechend seiner Zusammensetzung in der Unterabteilung „Mit ausschließlich mittelgroßen Kationen; (OH usw.) : RO4 = 2 : 1“ zu finden, wo es zusammen mit Cornwallit und Reichenbachit die „Pseudomalachitgruppe“ mit der Systemnummer 8.BD.05 bildet.
In der vorwiegend im englischen Sprachraum gebräuchlichen Systematik der Minerale nach Dana hat Pseudomalachit die System- und Mineralnummer 41.04.03.01. Das entspricht ebenfalls der Klasse der „Phosphate, Arsenate und Vanadate“ und dort der Abteilung „Wasserfreie Phosphate etc., mit Hydroxyl oder Halogen“. Hier findet er sich innerhalb der Unterabteilung „Wasserfreie Phosphate etc., mit Hydroxyl oder Halogen mit (AB)5(XO4)2Zq“ in einer unbenannten Gruppe mit der Systemnummer 41.04.03, in der auch Reichenbachit und Ludjibait eingeordnet sind.

## Kristallstruktur
Pseudomalachit kristallisiert isotyp mit Cornwallit im monoklinen Kristallsystem in der Raumgruppe P21/c (Raumgruppen-Nr. 14) mit den Gitterparametern a = 4,47 Å; b = 5,75 Å; c = 17,03 Å und β = 91,0° sowie zwei Formeleinheiten pro Elementarzelle.
In der Kristallstruktur von Pseudomalachit sind stark verzerrte [CuO6]-Oktaeder über gemeinsame Kanten so verknüpft, dass sie zwei bestimmte Typen von unendlichen Ketten parallel zu b bilden. Diese Ketten sind – wiederum über gemeinsame Oktaederkanten – abwechselnd so verknüpft, dass sie Schichten zur bc-Ebene bilden. Gestörte [PO4]-Tetraeder verknüpfen diese Schichten, wobei die genaue Position der Wasserstoff-Ionen in der Struktur nicht endgültig geklärt ist.

## Eigenschaften

### Morphologie
Pseudomalachit tritt gewöhnlich in Form von traubigen Krusten, halbkugeligen Aggregaten aus mikroskopisch kleinen Kristallen oder subparallelen Aggregaten mit drusiger Oberfläche auf. Deutliche Kristalle sind selten. Sie sind tafelig und weisen häufig unebene Flächen auf. Daneben findet sich Pseudomalachit nierig, traubig oder massiv mit radialfaseriger Struktur und konzentrischer Bänderung, wobei die Fasern nach [010] gestreckt sind.

### Physikalische und chemische Eigenschaften
Die Farbe des Pseudomalachits ist span- bis pistaziengrün mit schwärzlichgrünen Flecken, seine Strichfarbe ist spangrün und deutlich heller als die Mineralfarbe. Der Glanz der kugelig-nierigen Aggregate variiert zwischen fettigem und harzigem Glasglanz, während die Kristalle reinen Glasglanz aufweisen. Mit einer Mohshärte von 4 bis 4,5 ist Pseudomalachit etwas härter als Fluorit.
Pseudomalachit ist in Säuren wie HCl und HNO3 sowie NH4(OH) löslich. In einem Glaskolben erhitzt, gibt er sein Hydratwasser ab und zeigt dabei eine Farbänderung von Grün nach Schwarz. Auf Kohle vor dem Lötrohr schmelzbar, die sich dabei bildende Schmelzperle besteht im Innern aus metallischem Kupfer.

## Modifikationen und Varietäten
Die Verbindung Cu5[(OH)4|(PO4)2] ist trimorph und kommt in der Natur neben dem monoklin kristallisierenden Pseudomalachit noch als monoklin kristallisierender Reichenbachit sowie als triklin kristallisierender Ludjibait vor. Pseudomalachit stellt das natürliche Phosphatanalogon zum Cornwallit dar.
Viele Mineralbildungen, die heute als Pseudomalachit identifiziert sind, wurden in der Vergangenheit als eigenständige Minerale angesehen und trugen daher andere Namen. Diese historischen Irrtümer beruhen darauf, dass die zur Identifikation erforderlichen Röntgenmethoden noch nicht existierten. Das gilt für Dihydrit (nach der falsch angenommenen chemischen Zusammensetzung mit zwei Mol Wasser), Lunnit (nach dem Chemiker Rev. F. Lunn), Ehlit (von Ehl am Rhein, nach dem Fundort), Tagilit (benannt nach dem Fundort Nischni Tagil im Ural), Prasin, Phosphorochalcit (nach dem griechischen Wort χαλκὁς [chalkos] für „Kupfer“) und Thrombolith (von Rézbánya, nach dem griechischen Wort θρόμβος [thrombos] für „geronnener Körper“, wegen des opalartigen Aussehens).
Erst 1950 ist durch detaillierte Analysen nachgewiesen worden, dass es sich bei den bis dahin für eigenständige Minerale gehaltenen Dihydrit, Lunnit, Ehlit und Prasin ausnahmslos um Pseudomalachit handelte; auch bei "Tagilit"-Proben erkannte man, dass tatsächlich Pseudomalachit vorliegt. Dennoch findet sich der Begriff "Tagilit" auch danach noch lange in führenden mineralogischen Lehrbüchern, bis ins Jahr 1981. Grund hierfür war die Autorität des berühmten Mineralogen  Breithaupt. Seine Aussagen bezogen sich auf Material aus Ullersreuth sowie aus Nischni Tagil. Eine röntgenkristallographische Überprüfung erschien daher angezeigt. Noch auffindbare Originalproben von Breithaupt (Sammlung der Bergakademie Freiberg/Sachsen), weitere historische Belegstücke aus Museen (Ost-Berlin, Dresden) sowie ergänzende Proben aus Ullersreuth wurden entsprechend untersucht. Der sogenannte "Tagilit" erwies sich in allen genannten Fällen als Pseudomalachit. Die Studie schließt mit dem Satz: "'Tagilit' ist als Mineralname zu streichen." Die alten Bezeichnungen wurden von der IMA diskreditiert und werden nicht länger als gültige Mineralnamen betrachtet.

## Bildung und Fundorte
Pseudomalachit bildet sich sekundär in der Oxidationszone von hydrothermalen sulfidischen Kupfer-Lagerstätten. Als Begleitmineral können weitere Kupferphosphate bzw. -arsenate wie unter anderem Chalkophyllit, Cornetit, Klinoklas, Konichalcit, Libethenit, Olivenit, Strashimirit, Tirolit, Pyromorphit und Apatit, aber auch Sulfate wie Brochantit und Spangolith oder Carbonate wie Azurit und Malachit sowie Chrysokoll, Quarz, Chalcedon, Tenorit, und Eisenoxihydroxide auftreten.
Als eher seltene Mineralbildung kann Pseudomalachit an verschiedenen Fundorten zum Teil zwar reichlich vorhanden sein, ist insgesamt aber wenig verbreitet. Bisher (Stand 2016) sind rund 370 Fundorte bekannt. Neben seiner Typlokalität, der Grube Virneberg bei Rheinbreitbach, trat das Mineral in Deutschland in mehreren Gruben bei Ehl unweit Linz am Rhein, bei Reichenbach im Odenwald und auf der Grube „Silberbrünnle“ im Haigerachtal bei Gengenbach sowie weiteren Vorkommen im Schwarzwald auf. Aus Sachsen ist Pseudomalachit vor allem von der Grube „Altväter samt Eschig“ bei Sayda im Freiberger Lagerstättenbezirk und von der Grube „Gottes Geschick Vereinigt Feld“ am Graul bei Schwarzenberg, aus Thüringen von der Grube „Arme Hilfe“ bei Ullersreuth und aus Bayern aus den Kupfergruben von Lichtenberg bei Bad Steben in Franken bekannt. Besonders schön sind Stücke von der klassischen Fundstelle Mednorudjanskoe bei Nischni Tagil im Ural, Russland. Aus der Oxidationszone der Lagerstätte Schesqasghan im zentralen Kasachstan ist Pseudomalachit in Form von 20 cm Durchmesser erreichenden Aggregaten bekannt geworden. Von „Podlipa“ bei Ľubietová (Libethen) und „Piesky“ bei Špania Dolina (Herrengrund) unweit Banská Bystrica, Slowakei. Aus Rumänien von Băița Bihor (ehemals Rézbánya). In England von Caldbeck Fells, Cumbria, und einer Vielzahl von Gruben in Cornwall, darunter die Old Gunnislake Mine und die East Gunnislake Mine (Calstock), Wheal Carpenter (Gwinear), die South Tolcarne Mine (Camborne), die Phoenix United Mine (Linkinghorne), die Penberthy Croft Mine (St Hilary), Wheal Providence (Gwinear) und der Gunheath China Clay Pit bei St Austell. Aus der „Miguel Vacas Mine“ bei Conceição, Vila Viçosa, Évora District, Portugal.
Wichtige Funde stammen aus Kupfererzlagerstätten in der Demokratischen Republik Kongo wie „Kakanda-Est“ und „M’sesa“ bei Likasi (Kambove Distrikt), „Kamoto East“ und „Mutoshi“ (Kolwezi Distrikt) und der „Kipushi Mine“ bei Kipushi, alle in der Provinz Katanga. Ferner aus Mindouli, Department Pool, Republik Kongo und aus den Lagerstätten von „Bwana Mkubwa“ bei Ndola, „Nkana“ bei Kitwe und „Nchanga“ bei Chingola, Provinz Copperbelt, Sambia. In den Vereinigten Staaten aus der „Perkiomen Mine“ und der „Ecton Mine“, Montgomery Co., Pennsylvania; der „Empire Nevada Mine“, Lyon Co., Nevada sowie aus der Lone Star Mine bei Safford, Graham Co., von Harquehala, La Paz Co., und anderen Lokalitäten in Arizona. Aus dem riesigen Kupfertagebau Chuquicamata, Region und Provinz Antofagasta, Chile. Besonders reiche Stufen stammen aus Australien. Hier sind die „Mountain Glorious Mine“ bei Cloncurry in Queensland, die „West Bogan mine“ bei Tottenham und Broken Hill, beide New South Wales, sowie die „Burra Burra Mine“ bei Burra im Mount-Lofty-Gebirge, South Australia, zu erwähnen.
In Österreich wurde Pseudomalachit bisher u. a. am Gratlspitz bei Brixlegg in Tirol, am Brandberg bei Leoben sowie im Steinbruch Tanzer bei Falkenstein in den Fischbacher Alpen, beide in der Steiermark, gefunden. Fundorte in der Schweiz sind nicht bekannt.
Weitere bedeutende Fundorte liegen unter anderem in Argentinien, Belgien, Brasilien, Bulgarien, China, Frankreich, Irland, Israel, Italien, Japan, Kanada, Laos, Madagaskar, Marokko, Mexiko, Namibia, Norwegen, Peru, Polen, Portugal, Spanien, Südafrika und Usbekistan.

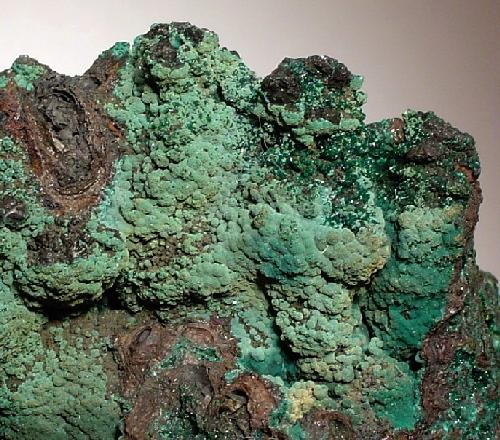
Klassische traubig-nierige Pseudomalachit-Aggregate aus der Lagerstätte Mednorudjanskoe bei Nischni Tagil im Ural, Russland (Größe: 4,3 cm × 3,7 cm × 2,2 cm)
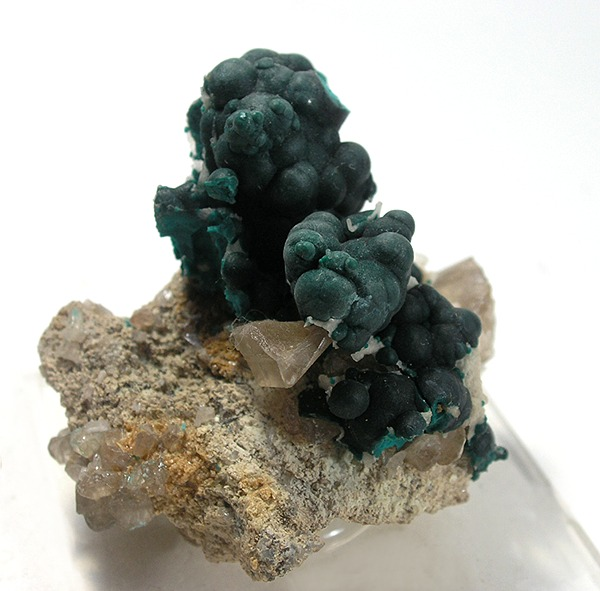
Von farblosem Cerussit begleitete kugelig-nierige Pseudomalachit-Aggregate aus der Broken Hill Proprietary Mine, Broken Hill in New South Wales, Australien (Größe: 4 cm × 3,8 cm × 2,7 cm)
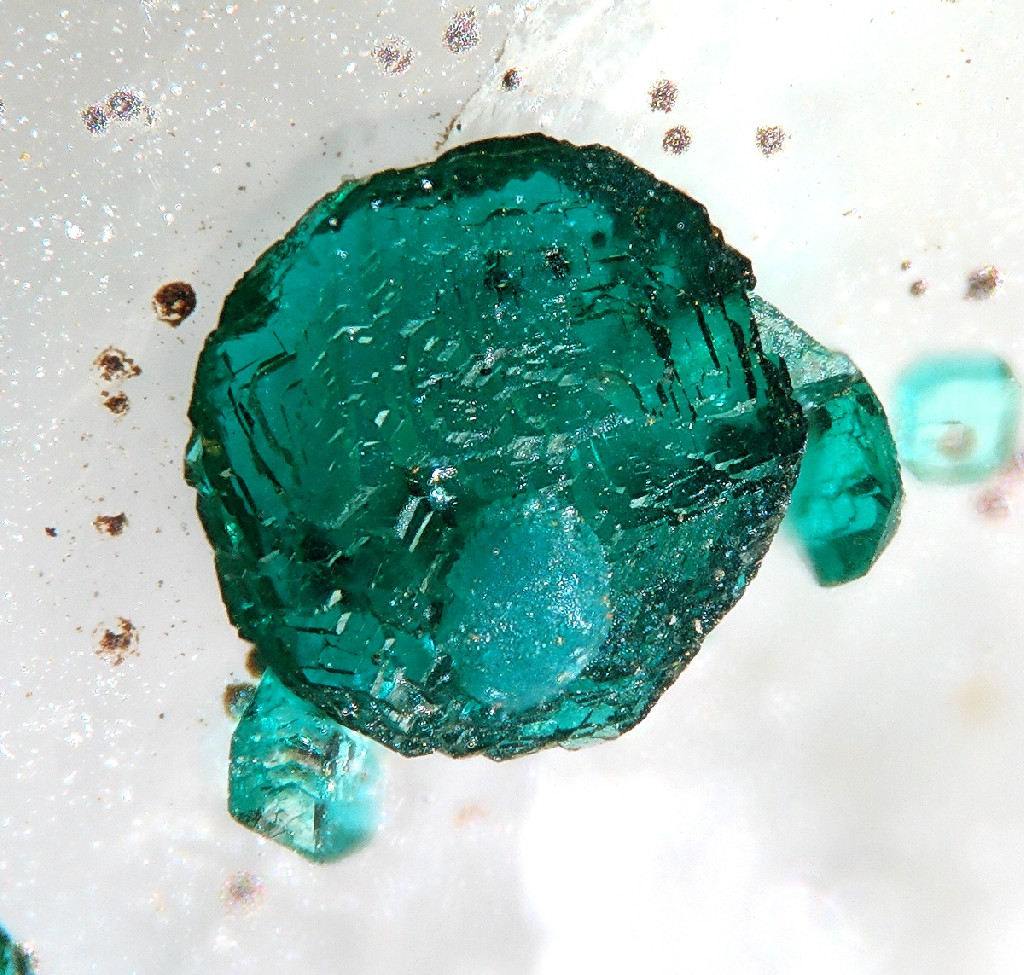
Etwa 1 mm breiter Pseudomalachit-Kristall aus der Miguel Vacas Mine, Pardais, Évora District, Portugal

## Verwendung

### Als Pigment
Pseudomalachit ist in der Vergangenheit als grünes Pigment in Gemälden und in Fresken benutzt worden. Man hat ihn als blaugrünes Pigment in aus der Periode von 300 bis 850 A.D. stammenden Wandmalereien aus der Maya-Stadt Calakmul, Mexiko, sowie in dort gefundenem Begräbniszubehör wie Masken, Miniaturen und Vasen identifiziert. Nachgewiesen wurde das Mineral auch in russischen Fresken aus dem frühen 16. Jahrhundert in der Kathedrale Mariä Geburt im Wehrkloster Ferapontow in der russischen Oblast Wologda. Wasserfreies Kupfer(II)-phosphat wird auch heute noch als Pigment (Kupferblau) verwendet.

### Als Rohstoff
Mit CuO-Gehalten von 69,09 % wäre Pseudomalachit ein reiches und leicht verhüttbares Kupfererz, ist dafür allerdings viel zu selten. Nur in der Vergangenheit ist das Mineral, wenn es in größeren Mengen in den Oxidationszonen von Kupfererzlagerstätten aufgetreten ist, auch als Kupfererz mitgewonnen worden.

### Als Schmuckstein
In der Vergangenheit ist Pseudomalachit als „Prasin“ auch verschliffen worden. Heute wird das Mineral in seiner natürlichen Form, als Cabochon geschliffen und als Dekor- und Schmuckstein verwendet. Insbesondere der Eilatstein, ein Gemenge aus Chrysokoll, Malachit, Azurit, Türkis und Pseudomalachit aus der „King Salomo Mine“ in Israel, kommt als Trommelstein oder als Cabochon in den Handel.